# Kovona Karviná
KOVONA KARVINÁ, a. s. byla společnost v Karviné, která se zabývala kovovýrobou a výrobou produktů ze skelného laminátu.

## Vznik
Již v roce 1904 byla na této lokalitě, nedaleko náměstí okresního města Fryštát, postavena drátovna. Drátovna se proměnila na železárnu a změnila majitele, ale kádr zaměstnanců zůstal. Právě díky těmto zaměstnancům je začátek továrny datován k roku 1904.[zdroj?]
Železárny opět změnily majitele, kterými se stali Emil Mücke a Hugo Melder, oba podnikatelé s německou národností.  Po druhé světové válce byla nařízena národní správa majetkových hodnot Němců, a to Dekretem presidenta republiky 5/1945 ze dne 19. května 1945. Národním správcem (komanditistou) se stal Výměrem Moravsko-slezského zemského Národního výboru, expositura Moravská Ostrava, Jan Šveda. Název firmy zněl: Závody Mücke-Melder, komanditní společnost, národní správa, továrny na kovový a dřevěný nábytek.[zdroj?]
Národní podnik Kovona byl zřízen zprávou v Úředním listě republiky Československé ze dne 16. května 1946, částka 84. Retroaktivně (k 1. lednu 1946) byl do nově zřízeného podniku „Kovona, továrny na kovový nábytek Praha“ převeden majetek Mücke-Melder, kom.spol. ve Fryštátě a firmy Vichr a spol. Praha II. Továrna ve Fryštátě tak ztratila právní subjektivitu a vystupovala již jako národní podnik Kovona, závod Fryštát. Po přejmenování města Fryštát na Karvinou, změnila název i továrna.[zdroj?]

## Reorganizace
Vyhláškou ministra průmyslu č. 1673 ze dne 25. července 1949 byl zřízen národní podnik Kovona Fryštát se závody ve Fryštátě, Vysoké nad Kysucou, Brně a Bystřici pod Hostýnem. Vyhláškou ministra průmyslu č. 2646 ze dne 19. prosince 1949 se Kovona Fryštát, národní podnik mění na Kovona Karviná, národní podnik.[zdroj?]
Závod Karviná pokračoval ve výrobním programu Závodů Mücke-Melder. Jednalo se o nábytek plechový, který byl v závodě lakován nebo nábytek z ohýbaných ocelových trubek. Ohnuté trubky byly chromovány a vybavovány čalouněním. Odběratelem byly školy, nemocnice, domovy mládeže, ubytovny nebo úřady. V roce 1957 byl závodu určen výrobní program mimo nábytkářský průmysl. Současně se změnou výrobního programu se Kovona Karviná stala samostatným národním podnikem.[zdroj?]

## Výrobní program
Již od roku 1951 probíhala výroba ocelových podlahových roštů a od roku 1954 výroba plechových dveřních zárubní. V roce 1958 byla výroba nábytku v rámci tzv. delimitace (vymezení výrob jednotlivým podnikům) zrušena. Naběhl nový program: do roku 1961 bylo vyrobeno 50 000 bytových instalačních jader.
V licenci firmy Svenska Fläktfabriken byly vyráběny klimatizační jednotky.[zdroj?]
Podnik si v roce 1953 osvojil výrobu z polyesterových skelných laminátů (PESL), pro který používal obchodní název Polytex. Technologii výroby zdokonalovalo podnikové Výzkumné a vývojové středisko Kovona. Vyráběl výrobky menších rozměrů jako přilby pro průmysl nebo přilby pro motoristy obchodních názvů Jaweta, Tandem a Standard.. ale i výrobky pro armádu (přídavné nádrže pro trysková letadla). Výrobu velkých dutých těles (roury, nádrže) až do průměru 3 600 mm umožnil nákup navíjecího zařízení pro přesné vinutí realizovaný v roce 1970. Ve výrobě laminátových trub a nádrží pokračovala firma Polytex Composite s.r.o., která vznikla vyčleněním z firmy Kovona.
Bytová instalační jádra byl výrobek, který urychlil panelovou bytovou výstavbu a pomohl tak vyřešit bydlení milionům lidí. Dnešním[kdy?] nárokům však umakartové bytové jádro nevyhovuje a brzy z panelových bytů vymizí. Takový osud však nepostihnou další výrobky Kovony: karoserie přívěsných vozíků Velorex a pevné střechy, které byli zimní alternativou ke stahovacím střechám kabrioletům Škoda Felicia ze šedesátých let 20. století.[zdroj?]

## Zajímavosti

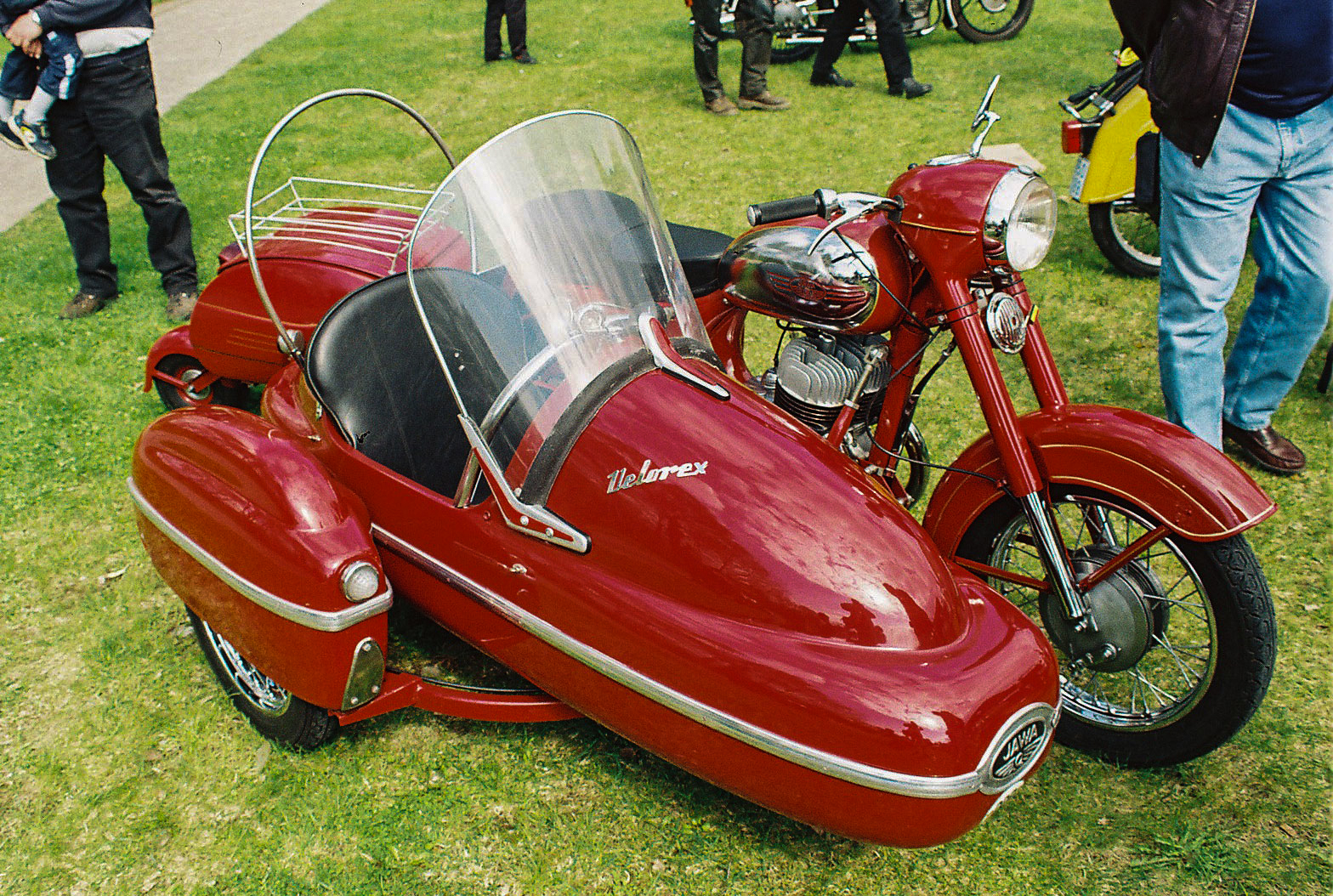
Přívěsný vozík Velorex

Dne 6. září 1989 byla při hloubení základů pro nový kompresor nalezena nevybuchlá letecká puma z období 2. světové války.
Mojmír Stránský, konstruktér invalidních tříkolek Velorex a současně zakladatel družstva Velorex v Solnici se zajímal o výrobu ze skelných laminátů. Dostal povolení ke stáži a školení v podniku bez nároku na mzdu. Podnik měl ve výrobním programu i karoserie přívěsných vozíků k motocyklům. Tyto sajdkáry, lidově „lodičky“, kompletovalo Lidové družstvo Velo v Hradci Králové, závod Žamberk. Obchodní název těchto sajdkárů kopírovalo název družstva, které Mojmír Stráský kdysi zakládal: Velorex. I ve výrobě dílů sidecaru docházelo ke zmetkovitosti, a tak si stážista Stráský vyjednal povolení k odvozu. Doma tyto díly opravil a prodal zájemcům.